# 신화초등학교
신화초등학교(新化初等學校)는 대한민국 충청남도 아산시 영인면에 있는 공립 초등학교이다.

## 학교 연혁
- 1943. 03. 08: 영인국민학교 신화분교 인가
- 1949. 09. 30: 신화국민학교 개교
- 1981. 03. 10: 신화국민학교 병설 유치원 1학급 인가
- 1986. 01. 16: 벽지학교 ‘라’급지로 지정
- 1996. 03. 01: 신화초등학교로 개칭
- 2001. 01. 01: 벽지학교 해제, 농어촌 학교(가)로 지정
- 2004. 03. 01: 충청남도교육청 지정 특수교육 시범학교(2년)
- 2009. 03. 01: 충청남도교육청 지정 디지털교과서 연구학교(2년)
- 2013. 10. 01: 충청남도교육청 지정 디지털교과서 선도학교(1년)
- 2014. 12. 24: 2014 수학교육 활성화 선도 우수 학교 표창
- 2015. 03. 01: School Farm 조성사업(1년)
- 2015. 12. 18: 인성교육실천사례연구발표대회 우수 학교 표창
- 2016. 02. 05: 제67회 졸업(12명, 5898명)
- 2016. 03. 01: 7학급(일반 6, 특수학급1)편성
- 2017. 01. 20: 농어촌체험학습 우수학교 표창
- 2017. 12. 31: 2017 초등 한자교육 우수학교 우수학교표창
- 2018. 02. 09: 제69회 졸업(16명, 5922명)
- 2018. 03. 01: 7학급(일반 6, 특수학급1)편성

## 참고 자료
- 신화초등학교 - 한국교육학술정보원 학교알리미